# 齐普赛街
齐普赛街（英語：Cheapside）是伦敦的历史中心和现代金融中心伦敦市的一条街道。它东接家禽街，通往银行交叉口，那里有伦敦市长官邸、英格兰银行和银行-纪念碑地铁站。向西是圣保罗大教堂、圣保罗地铁站和主祷文广场。
在查尔斯·狄更斯的时代，齐普赛街被描述为“世界上最繁忙的大道”。今天齐普赛街是沟通伦敦东区、伦敦市金融城和伦敦西区的许多道路之一，是办公楼和零售商店的所在地,以及伦敦市唯一主要的购物中心新交易巷一号。
“齐普赛街”是一个常见的英语街名，意思是“市场”，源于古英语“ceapan”，意为“购买”，并无“便宜”的意思。